# Norman Chaney
Pour les articles homonymes, voir Chaney.
Norman Chaney, de son vrai nom Norman Myers Chaney, né le 18 octobre 1914 à Cambridge (Maryland) et mort le 29 mai 1936 à Baltimore, est un acteur américain. Son rôle le plus connu est celui de Chubby dans Les Petites Canailles. 

## Biographie
Norman Chaney a commencé à devenir connu aux États-Unis en 1929 à l'âge de 15 ans pour son interprétation de Chubby dans Les Petites Canailles aux côtés de Jackie Cooper, June Marlowe, Allen Hoskins, Mary Ann Jackson et Donald Haines. Norman prit ce rôle parce que Robert F. McGowan, le réalisateur des Petites Canailles, cherchait un jeune acteur gros pour remplacer Joe Cobb, un des anciens acteurs de la série.
Norman a donc joué dans de nombreux courts métrages des Petites Canailles, comme dans Teacher's Pet, Love Business, Fly My Kite, Boxing Gloves ou bien encore son plus connu School's Out.
Sa réplique dans le court-métrage Love Business est « Don't call me Norman : call me Chubsy Ubsy » (Ne m'appelle pas Norman, appelle-moi plutôt Chubsy Ubsy).
En 1935, Norman Chaney décida de perdre du poids en se faisant opérer et passa de 300 à 140 kg avec cette opération, puis de 140 à 64 kg. Mais Chaney était devenu trop maigre : il mourut le 29 mai 1936 à l'âge de 21 ans d'une myocardite.